# Campionati europei di canoa/kayak sprint 1999
I Campionati europei di canoa/kayak sprint 1999 sono stati la 12ª edizione della manifestazione. Si sono svolti a Zagabria, in Croazia.

## Medagliere
| Pos.   | Paese      | Oro | Argento | Bronzo | Totale |
| ------ | ---------- | --- | ------- | ------ | ------ |
| 1      | Russia     | 9   | 1       | 4      | 14     |
| 2      | Polonia    | 7   | 1       | 4      | 12     |
| 3      | Italia     | 3   | 0       | 0      | 3      |
| 4      | Ungheria   | 2   | 9       | 1      | 12     |
| 5      | Romania    | 1   | 5       | 2      | 8      |
| 6      | Rep. Ceca  | 1   | 3       | 4      | 8      |
| 7      | Bulgaria   | 1   | 2       | 0      | 3      |
| 8      | Slovacchia | 1   | 0       | 4      | 5      |
| 9      | Israele    | 1   | 0       | 2      | 3      |
| 10     | Spagna     | 1   | 0       | 3      | 4      |
| 11     | Ucraina    | 0   | 1       | 1      | 2      |
| 12     | Jugoslavia | 0   | 1       | 0      | 1      |
| 12     | Norvegia   | 0   | 1       | 0      | 1      |
| 12     | Francia    | 0   | 1       | 0      | 1      |
| 15     | Germania   | 0   | 0       | 1      | 1      |
| Totale | Totale     | 26  | 26      | 26     | 78     |

## Podi

### Uomini
| Evento    | Oro                                                                           | Tempo    | Argento                                                                       | Tempo    | Bronzo                                                                        | Tempo    |
| Canoa     |                                                                               |          |                                                                               |          |                                                                               |          |
| C1 200 m  | Maksim Opalev                                                                 | 40"425   | Martin Doktor                                                                 | 40"585   | Slavomír Kňazovický                                                           | 40"775   |
| C1 500 m  | Maksim Opalev                                                                 | 1'49"810 | Martin Doktor                                                                 | 1'51"160 | Gábor Fürdök                                                                  | 1'53"070 |
| C1 1000 m | Maksim Opalev                                                                 | 3'52"363 | Martin Doktor                                                                 | 3'55"053 | Paweł Baraszkiewicz                                                           | 3'56"263 |
| C2 200 m  | Polonia Paweł Baraszkiewicz Daniel Jędraszko                                  | 37"851   | Romania Ionel Averian Mitică Pricop                                           | 38"031   | Rep. Ceca Petr Procházka Jan Břečka                                           | 38"341   |
| C2 500 m  | Romania Florin Popescu Gheorghe Andriev                                       | 1'42"103 | Russia Aleksandr Kovalëv Aleksandr Kostoglod                                  | 1'42"283 | Spagna Jose Alfredo Bea David Mascato                                         | 1'43"883 |
| C2 1000 m | Russia Aleksandr Kovalëv Aleksandr Kostoglod                                  | 3'37"802 | Romania Florin Popescu Gheorghe Andriev                                       | 3'38"352 | Germania Peter John Patrick Schulze                                           | 3'41"062 |
| C4 200 m  | Rep. Ceca Jan Břečka Petr Procházka Karel Kožíšek Petr Fuksa                  | 35"649   | Romania Ionel Averian Gheorghe Andriev Florin Popescu Mitică Pricop           | 35"809   | Russia Alexei Volkonski Konstantin Fomichev Aleksandr Kostoglod Ignat Kovalev | 35"979   |
| C4 500 m  | Russia Konstantin Fomichev Alexei Volkonski Ignat Kovalev Andrei Kabanov      | 1'31"868 | Romania Gheorghe Andriev Florin Popescu Mitică Pricop Florin Huidu            | 1'31"866 | Rep. Ceca Petr Fuksa Petr Netušil Viktor Jirasky Jan Machac                   | 1'33"176 |
| C4 1000 m | Russia Konstantin Fomichev Alexei Volkonski Ignat Kovalev Andrei Kabanov      | 3'17"597 | Romania Chiriac Marcov Mitică Pricop Samil Grigore Iosif Anisim               | 3'19"227 | Ucraina Nikolay Dimakov Dmitro Sablin Roman Bundz Leonid Kamlochuk            | 3'19"247 |
| Kayak     |                                                                               |          |                                                                               |          |                                                                               |          |
| K1 200 m  | Michael Kolganov                                                              | 35"908   | Ognjen Filipović                                                              | 36"018   | Pavel Hottmar                                                                 | 36"228   |
| K1 500 m  | Petăr Merkov                                                                  | 1'39"098 | Grzegorz Kotowicz                                                             | 1'39"418 | Michael Kolganov                                                              | 1'39"498 |
| K1 1000 m | Ákos Vereckei                                                                 | 3'32"741 | Babak Amir-Tahmasseb                                                          | 3'33"551 | Michael Kolganov                                                              | 3'34"181 |
| K2 200 m  | Polonia Marek Twardowski Adam Wysocki                                         | 33"515   | Norvegia Nils Olav Fjeldheim Andreas Gjersøe                                  | 33"975   | Russia Sergej Verlin Anatoli Tischenko                                        | 33"985   |
| K2 500 m  | Polonia Marek Twardowski Adam Wysocki                                         | 1'28"852 | Ungheria Ákos Vereckei Zoltán Kammerer                                        | 1'29"362 | Slovacchia Juraj Bača Michal Riszdorfer                                       | 1'29"962 |
| K2 1000 m | Slovacchia Juraj Bača Michal Riszdorfer                                       | 3'12"259 | Ungheria Ákos Vereckei Zoltán Kammerer                                        | 3'14"169 | Polonia Marek Twardowski Adam Wysocki                                         | 3'14"709 |
| K4 200 m  | Russia Vitali Gankin Alexander Ivanik Andrei Tissin Roman Zarubin             | 31"269   | Ucraina Andrei Borzhukov Mikhail Luchnik Oleksiy Slivinskiy Mykola Zaichenkov | 31"969   | Slovacchia Martin Chorváth Jan Divinec Andrej Wiebauer Rastislav Kužel        | 31"999   |
| K4 500 m  | Russia Vitali Gankin Alexander Ivanik Andrei Tissin Roman Zarubin             | 1'20"688 | Bulgaria Petăr Merkov Adrian Dushev Milko Kazanov Petăr Sibinkich             | 1'22"258 | Romania Sorin Petcu Vasile Curuzan Marian Sîrbu Romică Şerban                 | 1'22"558 |
| K4 1000 m | Polonia Grzegorz Kotowicz Adam Seroczyński Dariusz Białkowski Marek Witkowski | 2'55"199 | Bulgaria Petăr Merkov Adrian Dushev Milko Kazanov Petăr Sibinkich             | 2'56"049 | Slovacchia Andrej Wiebauer Juraj Kadnár Martin Chorváth Rastislav Kužel       | 2'57"499 |

### Donne
| Evento    | Oro                                                                     | Tempo    | Argento                                                               | Tempo    | Bronzo                                                                        | Tempo    |
| Kayak     |                                                                         |          |                                                                       |          |                                                                               |          |
| K1 200 m  | Josefa Idem                                                             | 41"322   | Rita Kőbán                                                            | 41"582   | Belen Sanchez                                                                 | 42"462   |
| K1 500 m  | Josefa Idem                                                             | 1'51"072 | Katalin Kovács                                                        | 1'52"302 | Elżbieta Urbańczyk                                                            | 1'52"832 |
| K1 1000 m | Josefa Idem                                                             | 3'55"459 | Katalin Kovács                                                        | 3'56"809 | Elżbieta Urbańczyk                                                            | 3'58"319 |
| K2 200 m  | Polonia Beata Sokołowska Aneta Pastuszka                                | 39"454   | Ungheria Erzsébet Viski Szilvia Szabó                                 | 40"245   | Russia Natalia Goulii Elena Tissina                                           | 40"374   |
| K2 500 m  | Polonia Beata Sokołowska Aneta Pastuszka                                | 1'40"757 | Ungheria Szilvia Szabó Katalin Kovács                                 | 1'41"507 | Spagna Izaskun Aramburu Beatriz Manchón                                       | 1'42"607 |
| K2 1000 m | Polonia Beata Sokołowska Aneta Pastuszka                                | 3'38"579 | Ungheria Andrea Barocsi Katalin Kovács                                | 3'38"859 | Romania Elena Radu Sanda Toma                                                 | 3'40"429 |
| K4 200 m  | Russia Galina Poryvaeva Natalia Goulii Tatiana Tischenko Olga Tischenko | 35"959   | Ungheria Szilvia Szabó Erzsébet Viski Kinga Bóta Katalin Kovács       | 36"459   | Rep. Ceca Katerina Hlucha Milena Pergnerová Šárka Borkovcová Barbora Futerova | 36"949   |
| K4 500 m  | Ungheria Szilvia Szabó Erzsébet Viski Kinga Bóta Katalin Kovács         | 1'35"126 | Spagna Beatriz Manchón Ana María Penas Izaskun Aramburu Belen Sanchez | 1'36"796 | Russia Galina Poryvaeva Natalia Goulii Tatiana Tischenko Olga Tischenko       | 1'37"506 |